# Laurent Dauthuille
Laurent Dauthuille, soprannominato Il Tarzan di Buzenval (Viry-Noureuil, 20 febbraio 1924 – Rueil-Malmaison, 11 luglio 1971), è stato un pugile francese, sfidante al titolo mondiale dei pesi medi e avversario di Tiberio Mitri.

## Carriera
Laurent Dauthuille non ha mai combattuto né per il titolo nazionale francese, né per quello europeo. Fu avversario di alcuni pugili italiani, con risultati non particolarmente eccelsi. Ottenne un pari con Giovanni Manca, il 22 giugno 1947 a Marsiglia. Il 
22 ottobre 1948, a Parigi, fu sconfitto ai punti in 10 riprese dal futuro campione europeo Tiberio Mitri dei pesi medi.
Combatté un primo match contro Jake LaMotta, futuro Campione del mondo, il 21 febbraio 1949 a Montréal, vincendo ai punti in 10 riprese
Il 21 novembre 1949, sempre a Montréal, fu sconfitto ai punti da Kid Gavilán, futuro campione mondiale dei pesi welter.
Laurent Dauthuille è passato alla storia del pugilato per l'esito del secondo match da lui combattuto il 13 settembre 1950, a Detroit, contro Jake LaMotta, con in palio il titolo mondiale dei pesi medi. Il francese era nettamente in testa nel punteggio sino a soli 13 secondi dalla fine, quando fu investito da una raffica di pugni dell'indomabile italo-americano e fu messo fuori combattimento. Il punteggio in suo favore, a quel momento era: 72-68, 74-66, 71-69.
L'incontro è stato definito il combattimento dell'anno 1950 e anche l'ultima ripresa fu premiata come "Round of the year" dalla rivista specializzata Ring Magazine. Nel 1996, la stessa rivista lo ha inserito al 43º posto tra i più grandi match di pugilato con il titolo in palio.
Dopo il famoso secondo match con LaMotta, il 21 aprile 1952 incontrò il connazionale Charles Humez, futuro campione d'Europa, perdendo ancora una volta ai punti.
Dopo altre due sconfitte si ritirò dalla boxe, nel novembre 1952.